# Xertigny
Xertigny é uma comuna francesa na região administrativa de Grande Leste, no departamento de Vosges. Estende-se por uma área de 50,25 km². Em 2010 a comuna tinha 2 647 habitantes (densidade: 52,7 hab./km²).

## Geografia
Xertigny se encontra no planalto da "Vôge", 17 km ao sul de Épinal, capital do departamento; 19 km ao norte de Remiremont; e 12 km ao leste de Bains-les-Bains. As outras comunas que fazem fronteira com Xertigny são Charmois-l'Orgueilleux, Uzemain, Uriménil, Dounoux e Hadol ao norte; Bellefontaine a leste; Plombières-les-Bains e Le Clerjus ao sul; e La Chapelle-aux-Bois a oeste.

## História
Em princípio, Xertigny foi uma concentração romana, chamada Certinium. Só passou a ser qualificada como município a partir de 1335.

## Esporte

### Futebol
A comuna conta com um pequeno clube amador formado por moradores da mesma, o Football Club Amerey Xertigny (FCAX). A equipe participa dos Campeonatos regional (que leva a uma fase classificatória visando a classificação para a CFA2, equivalente a D5) e distrital.

### Basquete
A comuna também conta com uma equipe feminina adulta, que disputa o Campeonato Distrital, além de categorias de base formadas por alunos da escola local.

## Pontos Turísticos
- Caminhada no bosque Beaudoin
- Castelo dos cervejeiros
- Banhos termais
- Festa dos dentes-de-leão
- Cervejarias

Mais informações na maison du tourisme (casa do turismo).